# John C. Woods
Pour les articles homonymes, voir Woods.
John Clarence Woods, né le 5 juin 1911 à Wichita (Kansas) et mort le 21 juillet 1950 à Eniwetok (îles Marshall), est un sergent et le bourreau officiel de la IIIe Armée des États-Unis durant la Seconde Guerre mondiale. Il fut l'exécuteur des peines de mort prononcées lors du procès de Nuremberg en 1946.

## Biographie

### Carrière
Né dans une famille d'origine irlandaise.
À la déclaration de guerre, il endossa l'uniforme, et se réengagea dans l'armée dont il avait été révoqué pour désertion. Ensuite, il se porta candidat comme bourreau pour l'armée américaine en mentant sur sa prétendue expérience pour les pendaisons aux États-Unis. Il devint exécuteur officiel, malgré un certain penchant pour la boisson. C'est donc lui qui procéda le 16 octobre 1946, aux dix pendaisons des condamnés du procès de Nuremberg — Göring s'étant suicidé et Bormann ayant été jugé par contumace — en compagnie de son adjoint Joseph Malta en 1 h 43 (sur les conseils techniques de Johann Reichhart, l'ancien bourreau du IIIe Reich). Il fut d’ailleurs relevé de ses fonctions de bourreau de l’armée[réf. nécessaire], à la suite de rumeurs selon lesquelles il aurait intentionnellement saboté l’exécution de Julius Streicher, l’un des condamnés de Nuremberg. Néanmoins, il est plus probable que son expérience inexistante dans le domaine ait entraîné les erreurs de cette exécution.

### Décès
Démobilisé après la guerre avec le grade de sergent-chef, Woods fut victime le 21 juillet 1950 d'un accident mortel par électrocution à Eniwetok (îles Marshall) alors qu'il réparait selon certaines sources un kit d'éclairage électrique ou selon d'autres sources une chaise électrique destinée aux condamnés.
Durant sa carrière, tant civile que militaire, Woods procéda à 358 exécutions, ce qui fit de lui l'un des bourreaux américains les plus actifs. Mais ce chiffre est maintenant largement remis en question et il est plus vraisemblable qu'il ait effectué entre 60 et 100 exécutions.